# Сигири
Сигири (на френски: Siguiri) е град в Източна Гвинея, регион Канкан. Административен център на префектура Сигири, разположен на река Нигер. Населението на града през 2014 година е 188 456 души. В града намира се летище Сигири.